# Cottbus University Library
Cottbus University Library è un edificio dell'istituzione dell'Università tecnica del Brandeburgo Cottbus-Senftenberg a Cottbus, che viene utilizzato come libreria, multimedia, data center e supporta l'elaborazione interna dei dati dell'università.

## Descrizione
La biblioteca universitaria ha più di 1 milione di contenuti multimediali, oltre 580 riviste cartacee, oltre 22.000 riviste elettroniche e quasi 100.000 documenti digitali.
Gran parte del contenuto letterario del critico architettonico Ulrich Conrads si trova nell'archivio Ulrich Conrads della biblioteca.
L'edificio è stato progettato dagli architetti Herzog & de Meuron. La facciata è interamente realizzata in vetro, su cui vi sono stampate disordinatamente delle lettere bianche.
L'edificio fu completato nel 2004 e vinse i seguenti premi:
- 2006: Library of the Year[4]
- 2006: Place in the Land of Ideas[5]
- 2007: Premio di Architettura Nike
- 2007: German Architecture Prize[6]